# ري فالنتين
ري فالنتين (بالإنجليزية: Rey Valentin)‏ هو ممثل أمريكي، ولد في 3 فبراير 1979.

## وصلات خارجية
- ري فالنتين على موقع IMDb (الإنجليزية)
- ري فالنتين على موقع قاعدة بيانات الفيلم (الإنجليزية)